# HuK
Крис Ларанжер (англ. Chris Loranger; род. 10 мая 1989, Канада), также известный под ником HuK — канадский киберспортсмен по StarCraft II за расу протоссов. С 2010 по 2011 год выступал за команду Team Liquid, до этого играл во французской команде Millenium. С 2011 года играл в команде Evil Geniuses, покинул её в 2017 году. Победитель первого сезона NVIDIA StarCraft 2 GosuCup.
Крис Ларанжер является одним из самых успешных игроков в StarCraft II. Сразу после выхода бета-версии игры он начал доминировать среди игроков Северной Америки, иногда выступая на турнирах в Европе. Только за первые два месяца существования игры Ларанжер сумел заработать 6 000$ призовых. В сентябре 2010 года HuK стал членом команды TeamLiquid, после чего отправился в Южную Корею для участия во втором сезоне Global Starcraft League.

## Достижения
2010 год
- MLG Raleigh 2010 (США, Роли) — 2500 $
- IEM V American Championship Finals (США, Нью-Йорк) — 1200 $
- MLG Washington 2010 (США, Вашингтон) — 100 $